# Buster
A Buster egy 1988-as brit filmdráma, mely Buster Edwardsról, az 1963-as „Nagy vonatrablás” egyik elkövetőjéről szól. A címszerepet Phil Collins alakítja, aki két világsikerré vált számot is előadott a film kapcsán.

## Cselekmény
Buster Edwards társaival 1963-ban sikeresen kirabolja a Glasgow-ból Londonba tartó postavonatot, a zsákmányuk 2,6 millió font. Miután a hatóságok hajtóvadászatot indítanak a tettesek után, többen, köztük Buster is, olyan dél-amerikai országba  menekülnek, amelynek nincs kiadatási egyezménye  Nagy-Britanniával. A felesége és gyereke is utána megy, miután a rendőrség őket is keresi. Hiába sikerült azonban megszökni, a problémák nem szűntek meg: az asszony nem találja a helyét az idegen országban, ezért később úgy dönt hazamegy. Buster marad, de a magány miatt később ő is hazaszökik. A visszaúton felismerik és emiatt aztán a rendőrök rajtaütnek az otthonában. Bár elmenekülhetne, nem akar egész életében bujkálni, így rendőrkézre adja magát, és végül tizenöt év börtönbüntetést kap, ebből azonban csak kilencet ül le. Szabadulása után virágárusként folytatja életét.

## Szereplők
- Phil Collins – Buster Edwards
- Julie Walters – June Edwards
- Larry Lamb – Bruce Reynolds
- Stephanie Lawrence – Franny Reynolds
- Ellie Beawen – Nicky Edwards
- Michael Attwell – Harry
- Ralph Brown – Ronny Biggs
- Christopher Ellison – George
- Sheila Hancock – Mrs. Rothery
- Marvin Jarvis – Jack Mitchell felügyelő

## Filmzene
A filmben két híressé vált betétdal is elhangzik Phil Collins előadásában, amik önmagukban talán még a filmnél is ismertebbé váltak, ezek a A Groovy Kind of Love és a Two Hearts. Két másik dalban pedig szerzőként működött közre. Habár a zenék Magyarországon is népszerűek lettek, a film csak a kilencvenes évek közepén volt látható idehaza először az HBO csatornán.

## Külső hivatkozások
- Buster a PORT.hu-n (magyarul)
- Buster az Internet Movie Database-ben (angolul)
- Buster a Rotten Tomatoeson (angolul)
- Buster a Box Office Mojón (angolul)